# Szentimrei Judit
Szentimrei Judit (Kolozsvár, 1921. május 19. – Kolozsvár, 2015. augusztus 23.) néprajzi szakíró, Szentimrei Jenő leánya, Szabó Bálint (1944–2024), Szabó Zsolt (1946), Szabó Bojta (1947) és H. Szabó Gyula (1951) édesanyja.

## Életpályája
Középiskolai tanulmányait szülővárosában, a Református Leánygimnáziumban folytatta, majd Budapesten a Külföldiek Kollégiumában Györffy István előadásait hallgatta, és az ő javaslatára jutott el 1939-ben Helsinkibe, a karjalai szőttesek tanulmányozására. 1940-től Sztánán, a Kós Károly által tervezett iparművészeti műhelyében dolgozott és közben tanított is textilszövést a sztánai műhelyben, majd Kolozsváron, a háziipari szövetkezetben. 1941-től a kalotaszegi háziipar szakmai felügyelője. 1945–46-ban Kolozsváron az Állami Leánygimnázium tanára, 1946-tól az általa alapított helyi Iparművészeti Szövetkezet bedolgozója. 1952–74 között tanársegéd a Ion Andreescu Képzőművészeti Főiskola textil-szakán, közben hallgatóival részt vállalt a Román Akadémia művészettörténeti programjának a magyar és román népi textilművészeti kutatásaiban. Már 1940-től számos hazai és külföldi kiállításon vett részt saját textíliáival.
Tanulmányútjai során Finnországban, Belgiumban, Hollandiában, Franciaországban, Svájcban, Kanadában és Ecuadorban, híres múzeumokban és intézményekben tanulmányozhatta az archaikus textilkultúrák legkiválóbb alkotásait.
Első írása Népművészetünk helyzete és feladatai címmel a Művelődési Útmutatóban jelent meg 1953-ban. 1955-től a Dolgozó Nő, majd 1990-től a Családi Tükör Hímzésiskola, illetve Ne menjen feledésbe… című rovatait vezette és szerkesztette, ezekben több mint félszáz írása jelent meg. Fontos szerepe volt a Jóbarát című lap által meghirdetett Zsuzsi-baba és Andris-baba népviseletvarró pályázatok meghirdetésében és megszervezésében. Az e mozgalomban született, népviseletbe öltöztetett babák legjava, számos nagy sikerű hazai és határon túli kiállítás után, ma a kézdivásárhelyi múzeumban van kiállítva. Az 1970-es évektől a román televízió magyar szerkesztőségének tudományos tanácsadója.
Meghatározó volt a szerepe annak a Kós Károly által vezetett népművészeti kutatócsoportnak a munkájában, amelynek célja az 1950-es évektől a legjelentősebb romániai magyar tájegységek tárgyi kultúrájának és népművészetének szakszerű kutatása, rendszerezése és feldolgozása volt. Ennek a kutatásnak az eredménye az a négy tájegységünk etnográfiai szintézisét nyújtó kiadvány (Kászoni székely népművészet. 1972; Szilágysági magyar népművészet. 1974; Kis-Küküllő vidéki magyar népművészet. 1978; Moldvai csángó népművészet. 1981), amelyek a romániai magyar néprajztudomány klasszikus értékű alkotásai.
Kós Károllyal és Nagy Jenővel egy mezőségi és egy torockói kötet megjelentetését is tervezte. Ebből az alapkutatásból született – a Kriterion Könyvkiadó egy népi varrottasalbum-sorozata részeként – következő, nagy sikerű publikációja (Széki iratosok. 1982), mely a zenés-táncos folklórjáról és hagyományos viseletéről különösen ismert mezőségi falu varrottasait mutatta be. Maga a tervezett torockói szintézis csak az 1989-es romániai rendszerváltozás után láthatott nyomdafestéket (Torockói népművészet. 2002).
E szintéziseken kívül tanulmányai, dolgozatai és cikkei számos erdélyi és magyarországi kiadványban jelentek meg (Előre, Falvak Dolgozó Népe, Hargita, Igazság, Igaz Szó, Jóbarát, Korunk, Művelődés, Napsugár, Új Élet, Utunk; 1989 után a Családi Tükör, Erdélyi Gyopár, Művelődés).
Tudományos tevékenységét számos intézmény méltatta. A Magyar Néprajzi Társaság tiszteletbeli tagja. Az 1989-es rendszerváltozás után a Kriza János Néprajzi Társaság alapító tagja. Cselekvő részt vállalt az Orbán Balázs Társaság, a Magyar Filológiai Társaság, a Romániai Képzőművészeti Szövetség és a Barabás Miklós Céh tevékenységében.
2014-ben a Kriza János Néprajzi Társaság Életmű-díjjal tüntette ki.

## Önálló és társszerzős kötetei
- Székely festékesek (Buk. 1958 = Népművészeti Füzetek; ua. románul: Scoarţe secuieşti. Ford. A. Socol, uo. 1958)
- Kászoni székely népművészet (társszerzők Kós Károly és Nagy Jenő, uo. 1972)
- Szilágysági magyar népművészet (társszerzők Kós Károly és Nagy Jenő, uo. 1974)
- Kis-Küküllő vidéki magyar népművészet (társszerzők Kós Károly és Nagy Jenő, uo. 1978)
- Moldvai csángó népművészet. (társszerzők Kós Károly és Nagy Jenő, uo. 1981)
- Széki iratosok (uo. 1982)
- Torockói varrottasok (társszerző Halay Hajnal, uo. 1987)
- Torockói népművészet (társszerzők Kós Károly, Nagy Jenő, Halay Hajnal, Furu Árpád. Kv. 2002)
- Palkó Attila–Szentimrei Judit: Marosmagyarói varrottasok és szőttesek; Kriterion, Kolozsvár, 2008

Előszavával jelent meg Cs. Gergely Gizella, Haáz Sándor: Udvarhelyi varrottasok. Írás után varrott minták (Buk. 1976).

## Gyűjteményes kötetekben megjelent fontosabb írásai
- Szabadtéri néprajzi múzeumok. In: Utunk Évkönyv 1972 (Kolozsvár, 1972)
- Széki iratos és varrottas munkák. In: Népismereti dolgozatok 1976 (Bukarest, 1976)
- A hímzés művészete. Történeti elemek a romániai magyar hímzésben. In: Bölcsőringató. Az Igaz Szó Évkönyve (Marosvásárhely, 1984)
- Szilágysági varrottasok. In: Szilágysági magyarok (Kolozsvár, 1999).

Szedettes-technikák c. fejezetével jelent meg (neve feltüntetése nélkül) az Arta populară din Valea Jiului (Bukarest, 1963), Csángó szőttesek és varrottasok, valamint Csángó hímzések és fonások c. fejezeteivel a N. Dunăre szerkesztette Ţara Bîrsei. II. (Bukarest, 1974).